# Algemene verkiezingen in Tanzania (1965)
| Stemverhoudingen in % |
| --------------------- |
|                       |

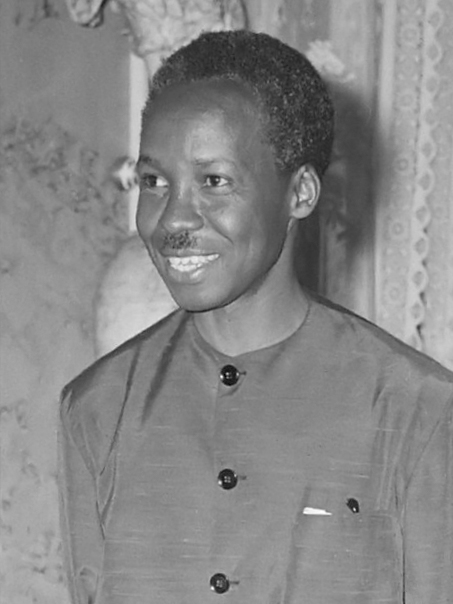
President Julius Nyerere

De algemene verkiezingen in Tanzania van 1965 vonden op 30 september plaats en behelsden zowel de verkiezing van een president als het parlement. Het waren de eerste verkiezingen op basis van een eenpartijstelsel. Op het vasteland van Tanzania was de Tanganyika African National Union (TANU) de enige toegestane partij en op het eiland Zanzibar gold dit voor de Afro-Shirazi Party (ASP). President Julius Nyerere was de enige kandidaat bij de presidentsverkiezingen en kreeg 96,6% van stemmen herkozen.

## Presidentsverkiezingen
| Kandidaat                       | Kandidaat                       | Partij                            | Stemmen   | %      |
| ------------------------------- | ------------------------------- | --------------------------------- | --------- | ------ |
|                                 | Julius Nyerere                  | Tanganyika African National Union | 2.520.904 | 96,60  |
| Tegen                           | Tegen                           | Tegen                             | 88.600    | 3,40   |
| Totaal                          | Totaal                          | Totaal                            | 2.609.504 | 100,00 |
| Geregistreerde kiezers/ opkomst | Geregistreerde kiezers/ opkomst | Geregistreerde kiezers/ opkomst   | 3.187.215 | 82,71  |
| Bron: Nohlen et al.             |                                 |                                   |           |        |

## Parlementsverkiezingen

### Nationale Vergadering
| Partij              | Partij   | %      | zetels |
| ------------------- | -------- | ------ | ------ |
|                     | TANU—ASP | 100,00 | 188    |
| Totaal              | Totaal   | 100,00 | 188    |
| Opkomst             | Opkomst  | 71,84  |        |
| Bron: Nohlen et al. |          |        |        |